# Eduard Mirsojan

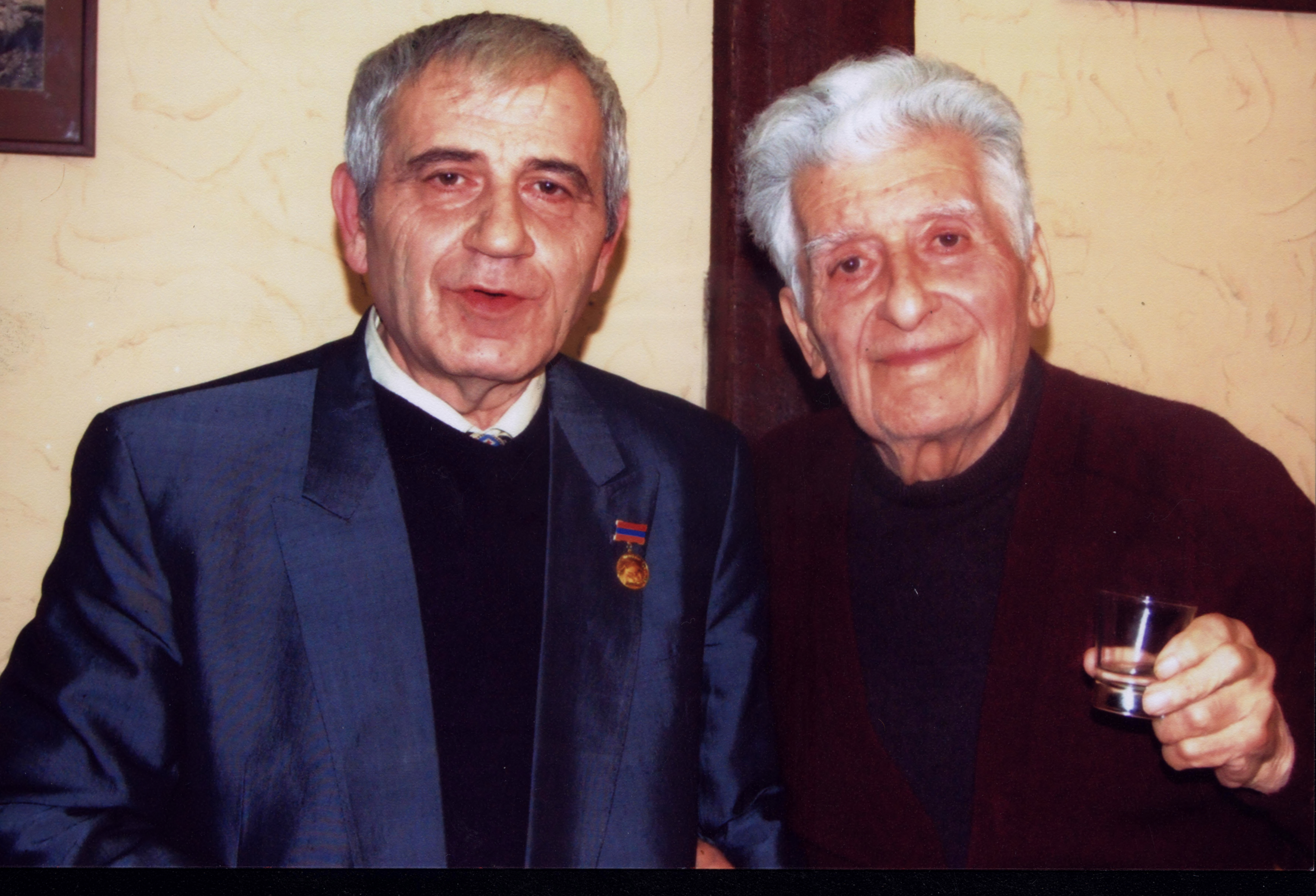
Eduard Mirsojan (rechts) mit Ruben Sargsjan (Oktober 2011)

Eduard Mikajeli Mirsojan (armenisch Էդուարդ Միքայելի Միրզոյան; russisch Эдвард Михайлович Мирзоян; * 12. Mai 1921 in Gori, Georgien; † 5. Oktober 2012 in Jerewan) war ein armenischer bzw. sowjetischer Komponist und Politiker.

## Leben
Mirsojan ist der Sohn des Komponisten Michail Mirsojan. 1924 siedelte seine Familie nach Armenien über.
Er studierte bis 1941 Komposition bei Wardkes Taljan am Konservatorium von Jerewan und wechselte an das Armenische Kulturhaus nach Moskau, wo er u. a. bei Nikolai Rakow und Nikolai Peiko studierte. Dort entstand 1947 sein erstes Streichquartett (1947). 1948 begann Mirsojan am Komitas Konservatorium Jerewan zu unterrichten und war von 1972 bis 1986 Leiter der Kompositions-Abteilung. Zu seinen Schülern zählten Romen Dawtjan, Awet Terterjan und John Ter-Tadewosjan. Von 1957 bis 1991 war Mirsojan Präsident der Union der armenischen Komponisten.
Stilistische Einflüsse erfuhr Mirsojans Schaffen von Sergei Prokofjew, Dmitri Schostakowitsch und Béla Bartók und von armenischen Volksliedern.
Sein Schaffen umfasst Orchesterwerke, Kammermusik, Vokalwerke und Klavierstücke.
Zu seinen bekanntesten Werken gehören die Symphonie für Streicher und Pauken (1962), das Poem-Epitaph In memoriam Aram Chatschaturjan (1988) und der Klavierzyklus Album für meine Enkeltochter (1984). Er komponierte auch Filmmusik, weithin bekannt wurde in Armenien die lyrische Episode Susanik aus dem Film Chaos.
Mirsojan war von 1959 bis 1990 Abgeordneter im Obersten Sowjet der Armenischen SSR und von 1989 bis 1991 Abgeordneter des Volksdeputiertenkongresses der Sowjetunion. Er erhielt zahlreiche Auszeichnungen, unter anderem 1981 als Volkskünstler der UdSSR. 2001 wurde ihm die Ehrenbürgerschaft der Stadt Jerewan verliehen, 2005 die der Stadt Gjumri.